# رودخانه گارون
گارون نام رودخانه‌ای در جنوب غربی فرانسه و شمال کاتالونیای اسپانیا، به طول ۶۰۲ کیلومتر است.

## شهرهای در امتداد رودخانه
- دره آرن (اسپانیا)

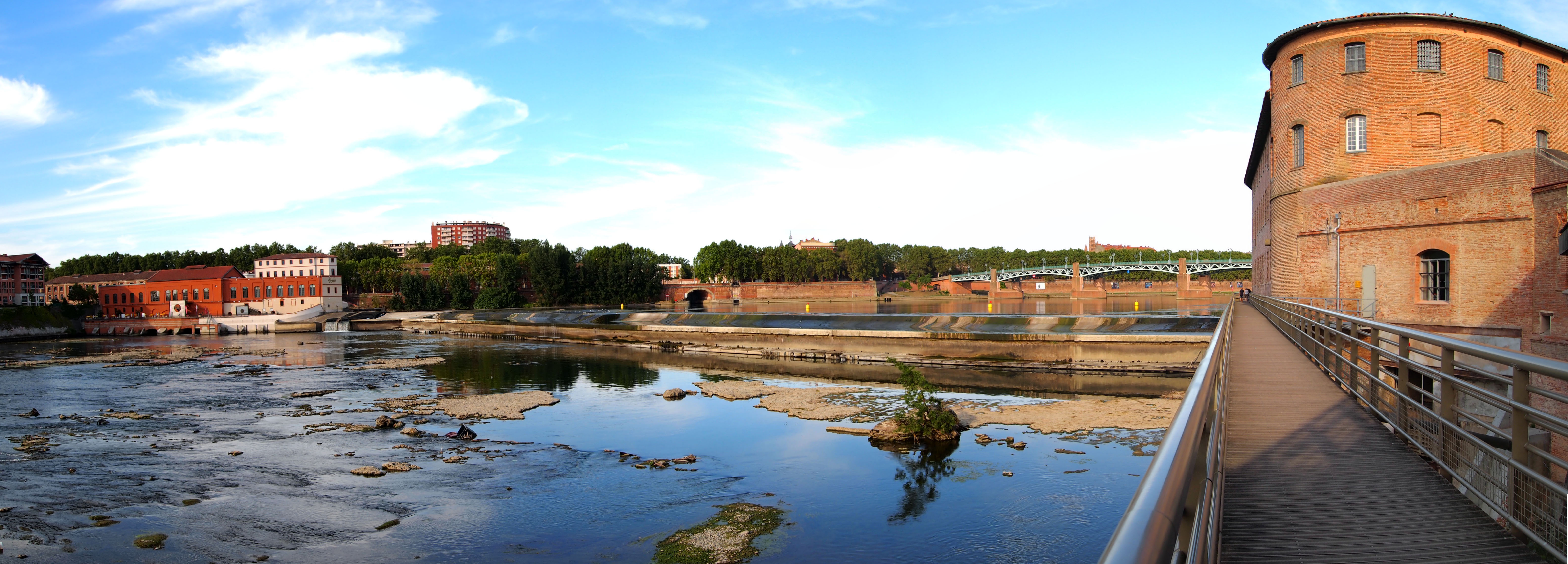
رود گارون در تولوز.

- اوت-گارون (۳۱): سن گودن, موره, تولوسی
- تارن-ا-گارون (۸۲): کاستلساراسین
- لو-ا-گرون (۴۷): اژان, مارماند, ایگویلون، لات-ا-گارون
- ژیروند (۳۳): بوردو
- شرانت-ماریتیم (۱۷): رویان (فرانسه)